# Fernandoa magnifica
Fernandoa magnifica là một loài thực vật có hoa trong họ Chùm ớt. Loài này được Seem. mô tả khoa học đầu tiên năm 1870.